# Ghiacciaio Mosby
Il ghiacciaio Mosby (in inglese Mosby Glacier) è un ghiacciaio lungo circa 120 km e largo 9, situato sulla costa di Lassiter, nella parte orientale della Terra di Palmer, in Antartide. Il ghiacciaio fluisce in direzione sud-est, partendo dai picchi Journal e scorrendo tra la dorsale Carey, a nord, e i monti Dana, a sud, fino a entrare nell'angolo nord-occidentale dell'insenatura New Bedford.

## Storia
Il ghiacciaio Mosby fu scoperto e fotografato durante una ricognizione aerea effettuata nel 1940 da alcuni membri del Programma Antartico degli Stati Uniti d'America. Nel 1947, il ghiacciaio fu nuovamente fotografato da membri della spedizione di ricerca comandata da Finn Rønne e condotta dal 1947 al 1948, i quali, assieme a membri del British Antarctic Survey, che all'epoca si chiamava ancora Falkland Islands and Dependencies Survey (FIDS), ne realizzarono infine una mappatura completa. Proprio il FIDS battezzò poi la formazione con il suo attuale nome in onore del meteorologo e oceanografo norvegese Hakon Mosby.